# Therlinya
Therlinya là một chi nhện trong họ Stiphidiidae.